# زیر استان
زیر استان (انگلیسی: Subprefecture) بخش اداری تقسیمات کشوری است که زیر استان قرار دارد.

## ژاپن
برخی از استان‌های ژاپن شعبه‌هایی به نام 支庁 (shichō) در زبان ژاپنی دارند که در انگلیسی به‌عنوان «فرعی»، «دفاتر شعبه» یا «شاخه‌های دولت استانی» ترجمه می‌شوند. جزئیات را در زیر استان‌های ژاپن و نمونه ای از زیر استان کوشیرو ببینید.